# Synagoga v Malinci
Bývalá synagoga v Malinci byla založena nejspíše v první polovině 19. století. Později byla přestavěna na obytný dům, který se nachází ve východní části obce při silnici z Měčína do Kbelu.